# Хаузен (Ајхсфелд)
Хаузен (њем. Hausen) општина је у њемачкој савезној држави Тирингија. Једно је од 89 општинских средишта округа Ајхсфелд. Према процјени из 2010. у општини је живјело 439 становника. Посједује регионалну шифру (AGS) 16061043.

## Географски и демографски подаци
Хаузен се налази у савезној држави Тирингија у округу Ајхсфелд. Општина се налази на надморској висини од 320 метара. Површина општине износи 4,3 km². У самом мјесту је, према процјени из 2010. године, живјело 439 становника. Просјечна густина становништва износи 103 становника/km².

## Међународна сарадња
| Мјесто     | Држава    | Врста сарадње | Од    |
| ---------- | --------- | ------------- | ----- |
| Беб        | Мађарска  | партнерство   | 2004. |
| Папа       | Мађарска  | партнерство   | 2005. |
| Канегасаки | Јапан     | партнерство   | 2002. |
| Новосибцов | Русија    | пријатељство  | 2007. |
| Мезечат    | Мађарска  | пријатељство  | 2000. |
|            | Француска | партнерство   | 2000. |
|            | Чешка     | партнерство   | 2003. |
| Извор      |           |               |       |